# Puebla de Almenara (kommunhuvudort)
Puebla de Almenara är en kommunhuvudort i Spanien.   Den ligger i provinsen Provincia de Cuenca och regionen Kastilien-La Mancha, i den centrala delen av landet, 100 km sydost om huvudstaden Madrid. Puebla de Almenara ligger 857 meter över havet och antalet invånare är 473.
Terrängen runt Puebla de Almenara är huvudsakligen platt, men åt sydväst är den kuperad. Terrängen runt Puebla de Almenara sluttar västerut. Runt Puebla de Almenara är det mycket glesbefolkat, med 6 invånare per kvadratkilometer. Närmaste större samhälle är Villamayor de Santiago, 11,1 km sydväst om Puebla de Almenara. Trakten runt Puebla de Almenara består till största delen av jordbruksmark.